# Alfano (Kampanien)
Alfano ist eine süditalienische Gemeinde (comune) mit 931 Einwohnern (Stand: 31. Dezember 2023) in der Provinz Salerno in der Region Kampanien. Er ist Bestandteil der Comunità Montana Zona del Lambro e del Mingardo. Schutzpatron ist der hl. Nikolaus von Myra.

## Geographie
Alfano liegt südlich von Salerno im Cilento innerhalb des Nationalparks Cilento und Vallo di Diano. Das Gemeindegebiet umfasst eine Fläche von 4,82 km². Der Ort liegt auf einer Höhe von 250 Metern über dem Meer.
Die Nachbargemeinden sind Laurito, Roccagloriosa und Rofrano. Unweit befindet sich der Monte Gelbison.

## Gemeindepartnerschaften
Alfano unterhält eine Städtepartnerschaft mit Zermatt in der Schweiz.